# Поєнарій-Раль
Поєнарій-Раль, Поєнарій-Ралі (рум. Poienarii-Rali) — село у повіті Прахова в Румунії. Входить до складу комуни Поєнарій-Буркій.
Село розташоване на відстані 34 км на північ від Бухареста, 21 км на південь від Плоєшті, 106 км на південь від Брашова.

## Населення
За даними перепису населення 2002 року у селі проживали 1186 осіб, з них 1181 особа (99,6%) румунів. Рідною мовою 1182 особи (99,7%) назвали румунську.